# The Informant!

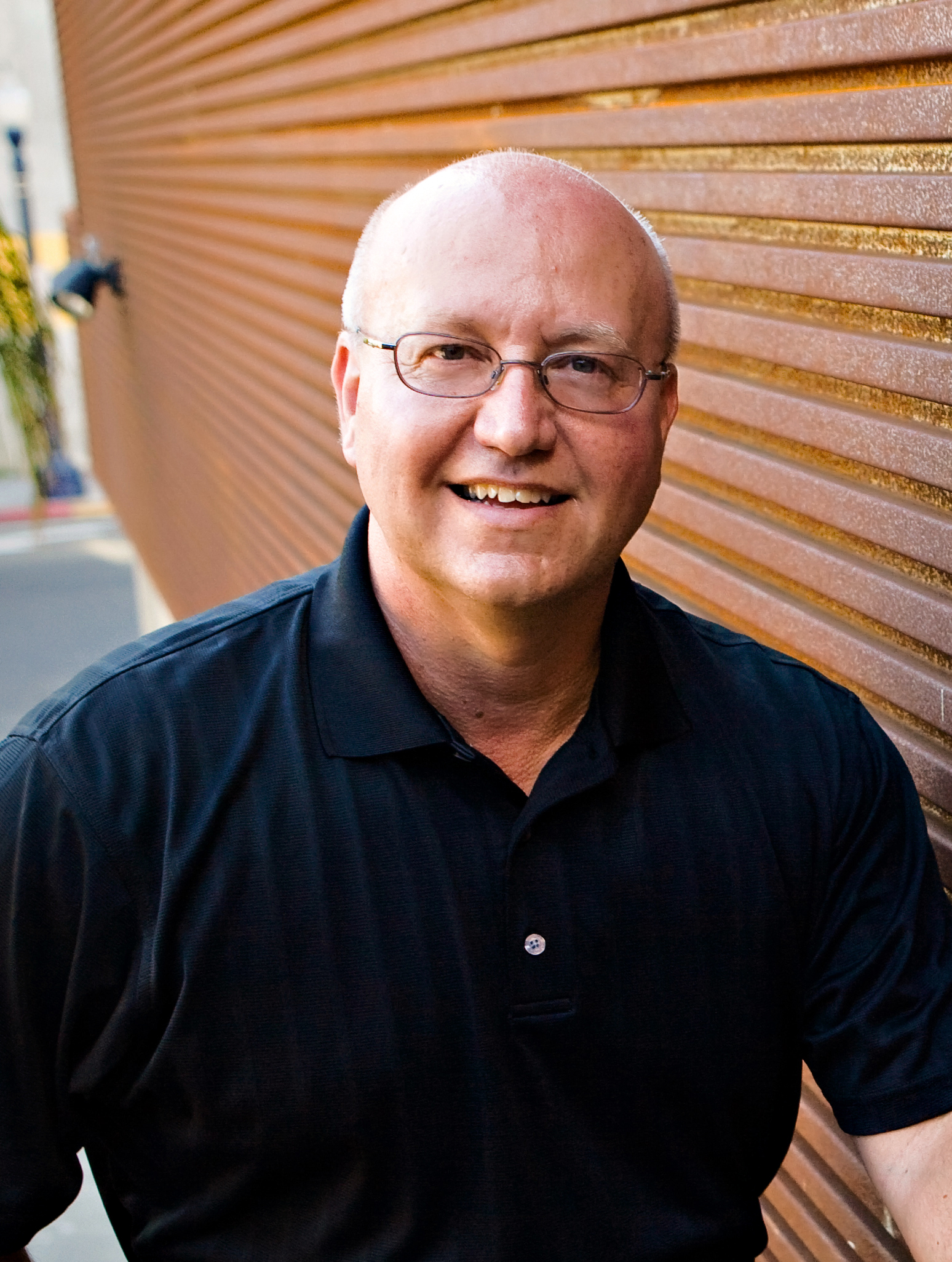
Mark Whitacre

The Informant! es una película estadounidense de 2009 dirigida por Steven Soderbergh y protagonizada por Matt Damon, Scott Bakula, Joel McHale y Melanie Lynskey. Está basada en la historia verdadera del informante del FBI Mark Whitacre y en el libro de no ficción The Informant, escrito por el periodista Kurt Eichenwald. El guion fue escrito por Scott Z. Burns.

## Resumen del argumento
The Informant! narra la historia real de Mark Whitacre (Damon), un ejecutivo de la Archer Daniels Midland Company (ADM) en Decatur (Illinois) durante los años 1990. Whitacre accedió a trabajar secretamente con el FBI para revelar un caso de manipulación de precios en el que ADM estaba envuelto.
Una noche, a principios de noviembre de 1992, Whitacre le confesó al agente del FBI Brian Shepard (Bakula), quien se encontraba en su casa para instalar un rastreador de llamadas en el teléfono de domicilio, que varios ejecutivos de ADM, incluyéndose a sí mismo, se habían reunido en varias ocasiones con competidores para fijar el precio de la lisina, un aditivo usado en los alimentos. Whitacre grabó cientos de horas de video y audio durante varios años, ayudando a recolectar evidencia sobre las reuniones para fijar el precio realizadas en varios lugares del mundo, incluyendo Tokio, París, México, D. F. y Hong Kong. La evidencia recolectada por Whitacre permitió al FBI obtener una orden judicial para proceder con la investigación.
Sin embargo, las buenas intenciones de Whitacre contrastan con sus propios delitos y su lucha con el trastorno bipolar. La película se enfoca en la debacle psicológica de Whitacre causado por la presión de tener que trabajar con el FBI durante tres años. Después de que el caso fue hecho público, se descubrió que Whitacre había estafado $9 millones a la compañía mientras trabajaba con el FBI. Asimismo, se revela que espera ser nombrado como director ejecutivo después del arresto de los demás ejecutivos de la compañía. Luego de ser confrontado con evidencia de su fraude, Whitacre empieza a usar excusas descabelladas para defenderse, incluyendo una acusación de acometimiento y agresión contra el agente Shepard. Debido a su comportamiento bizarro y sus infracciones, Whitacre fue sentenciado a un periodo de prisión tres veces más largo que cualquiera de los ejecutivos envueltos en el caso de manipulación de precios. La película termina con el agente Herndon (McHale) visitando a Whitacre en prisión para apoyarlo en su petición de un perdón presidencial.

## Reparto
- Matt Damon - Mark Whitacre
- Scott Bakula - Brian Shepard
- Joel McHale - Robert Herndon
- Melanie Lynskey - Ginger Whitacre
- Thomas F. Wilson - Mark Cheviron
- Allan Havey - Dean Paisley
- Patton Oswalt - Ed Herbst
- Scott Adsit - Sid Hulse
- Eddie Jemison - Kirk Schmid
- Clancy Brown - Aubrey Daniel
- Tony Hale - James Epstein
- Andrew Daly - Marty Allison
- Candy Clark - Madre de Mark Whitacre
- Frank Welker - Padre de Mark Whitacre

## Producción
En 2002, luego de terminar Ocean's Eleven, Soderbergh anunció sus intenciones de adaptar el libro The Informant de Kurt Eichenwald, un experiodista de The New York Times. Scott Z. Burns escribió el guion basado en el libro.

## Recepción

### Crítica
La película recibió críticas generalmente positivas. Rotten Tomatoes reportó que 77% de los críticos le dieron reseñas positivas al filme, basado en 199 críticas con un puntaje promedio de 6,8/10. Metacritic reportó un puntaje de 66 de 100 basado en 37 críticas. El crítico de cine Roger Ebert 4 de 4 estrellas al filme, diciendo que "The Informant! es fascinante por la manera en que revela dos niveles de eventos, los cuales no siempre son visibles entre sí ni para la audiencia."

### Taquilla
El filme se estrenó en la posición número 2 de recaudación detrás de Cloudy with a Chance of Meatballs con $10.545.000. La película recaudó $33.316.821 en los Estados Unidos y $41.771.168 mundialmente.